# Valentin Retailleau
Valentin Retailleau (Limoges, 18 giugno 2000) è un ciclista su strada e ciclocrossista francese che corre per il team TotalEnergies; è professionista dall'agosto 2022.

## Palmarès

### Strada
- 2018 (Juniores)

2ª tappa Tour de Gironde (Frontenac > Cenon)
Classifica generale Tour de Gironde
3ª tappa Internationale Juniorendriedaagse (Velzeke > Velzeke)
3ª tappa Ronde des Vallées (Hémonstoir > Hémonstoir)
4ª tappa Grand Prix Rüebliland (Steinmaur > Steinmaur)
- 2021 (AG2R Citroën U23 Team, due vittorie)

Campionati francesi, Prova in linea Under-23
1ª tappa Tour de Bretagne (Le Cambout > Allineuc)
- 2022 (AG2R Citroën U23 Team, una vittoria)

4ª tappa Alpes Isère Tour (Saint-Maurice-l'Exil > Beaurepaire)
- 2024 (Decathlon AG2R La Mondiale Team, una vittoria)

3ª tappa Boucles de la Mayenne (Quelaines-Saint-Gault > Laval)

#### Altri successi
- 2018 (Juniores)

2ª tappa, 1ª semitappa Tour des Portes du Pays d'Othe (Estissac, cronosquadre)
2ª tappa, 1ª semitappa Aubel-Thimister-Stavelot (Thimister, cronosquadre)
Classifica scalatori Grand Prix Rüebliland
- 2021 (AG2R Citroën U23 Team)

Classifica giovani Tour de Bretagne
- 2022 (AG2R Citroën U23 Team)

Classifica giovani Tour du Loir-et-Cher

## Piazzamenti

### Classiche monumento
- Liegi-Bastogne-Liegi

2025: 120º

### Competizioni mondiali
- Campionati del mondo

Innsbruck 2018 - In linea Junior: 41º

### Competizioni europee
- Campionati europei

Zlín 2018 - In linea Junior: ritirato
Trento 2021 - In linea Under-23: ritirato
Anadia 2022 - In linea Under-23: 71º